# モーニングミックス
モーニングミックスは、MBSラジオで2008年10月から2014年9月まで深夜（早朝4時台）に放送されていた音楽番組である。

## 概要
この時間帯は、2008年9月まで『大人のわがまま』(3:00-4:30)が放送されていたが、3:00-4:00に『JUNK ZERO』(TBSラジオ制作)をネットするため、大人の-が金曜日に移動（その後終了）。そして、JUNK-が終わる4時から、MBSラジオの1日の起点である4時30分までの間に当番組が誕生した。
当番組は、いずれの曜日でも、基本として毎日放送のアナウンサーが1人で進行。同局の元アナウンサーで、ラジオ編成局長なども歴任した伊東正治が、プロデューサーを務める。初代パーソナリティの大吉洋平・斎藤裕美は、放送開始当時いずれも新人。当番組が、MBSラジオにおける入社後初のレギュラー番組であった。
2008年10月から2009年3月までは、音楽とパーソナリティトークで構成。音楽部分は4日間まったく同じで、トーク部分だけ日によって異なっていた。週4日の放送であることから、四文字熟語などをテーマにし、毎日1文字ずつトークすることもあった。また、最近のラジオでは珍しく、スタート当初、番組専用メールアドレスが割り当てられていなかったため、FAXか郵便でリクエストメッセージを受け付けていた。
そして、2009年4月からの改編で、『朝いちばん!豊島美雪です』の廃止などに伴い、月曜日から土曜日に拡大。またMBSラジオの起点が4時（月曜のみ4時半）に変更されたため、同番組が1日の最初のプログラムとなった（但し、新聞番組表では5時からが基点扱いであるため、1日の最終番組扱いで掲載されている）。2009年4月以降は、音楽部分も毎日異なるようになった。また、この番組の直前には、毎日放送社員全員が毎日1人1分間担当するCMスポット『毎日放送社員1分間ラジオ』が挿入される。
2009年12月の改編で、通販番組『青ちゃんの朝いち! ごちそう便♪』のスタート（放送時間：月、水、金の4:40-4:55）に伴い、月曜の放送がなくなり、水曜および金曜の放送時間が変更となった。
2009年3月10日で、通販番組『青ちゃんの朝いち！ごちそう便♪』が終了したため、放送時間が再び変更（先述番組が終了したので、月曜付けの放送開始は4:55に繰り下がった）。
2010年4月の改編で、『ラジオ朗読版歎異抄をひらく』が土曜朝に移動してきたので、土曜朝の放送時間が変更になる（『ラジオ朗読版歎異抄をひらく』は、2010年9月25日をもって放送終了。2010年10月2日から『ラジオ朗読版光に向かって100の花束』がスタート）。
2010年10月2日の放送をもって大吉が降板。1年先輩のアナウンサー・鈴木健太がパーソナリティを務めることになった。さらに、2012年1月28日（土曜日）の放送を最後に斎藤も卒業。以降は、鈴木とベテランアナウンサー・松井愛が平日に2日ずつ、同年に東海ラジオから中途採用扱いで移籍した福本晋悟が土曜日のパーソナリティを務めていた。
2013年3月5日（火曜日）からは、鈴木と福本の担当曜日を変更。鈴木の出演を金曜日に限定する一方で、鈴木が担当していた木曜日に福本を異動させた。また、福本が担当していた土曜日には、プロデューサーの伊東がパーソナリティを兼務することになった。アナウンサー職を離れてからも、MBSラジオの番組でたびたびパーソナリティ代理を務めてきた伊東にとって、レギュラーで番組に出演するのは『MBSニュースワイドアングル』の終了（2005年3月）以来約8年振りである。
MBSラジオでは、2014年4月改編で平日深夜帯の番組を大幅に変更。当番組では、毎週土曜日の3:00 - 4:55に『オレたちゴチャ・まぜっ!』（土曜3:00 - 4:50）の放送を始める関係で、2014年3月29日に土曜日の放送を終了した。同年4月1日（火曜日）からは、パーソナリティ全員の担当曜日を変更（松井の出演を火曜日のみとし、他のパーソナリティ出演日を1日ずつ繰り上げ）したうえで、火 - 金曜日の週4日放送へ移行した。
2014年9月改編にて、TBSラジオの早朝4時台の全国放送番組（『ラジオ・パープル』）のネットを再開することになったため、本番組は終了。10月からは伊東が担当していた金曜分の後継企画として、日曜18時台に『伊東正治のミュージック・バル』が放送されている。

## 放送時間の変遷
| 期間        | 期間        | 放送時間（JST）       | 放送時間（JST）       | 放送時間（JST）       | 放送時間（JST）       | 放送時間（JST）       | 放送時間（JST）       |
| 期間        | 期間        | 月曜日                | 火曜日                | 水曜日                | 木曜日                | 金曜日                | 土曜日                |
| ----------- | ----------- | --------------------- | --------------------- | --------------------- | --------------------- | --------------------- | --------------------- |
| 2008.10     | 2009.03     | (放送無し)            | 04:00 - 04:30（30分） | 04:00 - 04:30（30分） | 04:00 - 04:30（30分） | 04:00 - 04:30（30分） | (放送無し)            |
| 2009.04     | 2009.11     | 04:00 - 04:30（30分） | 04:00 - 04:55（55分） | 04:00 - 04:55（55分） | 04:00 - 04:55（55分） | 04:00 - 04:55（55分） | 04:00 - 04:55（55分） |
| 2009.12     | 2010.03上旬 | (放送無し)            | 04:00 - 04:55（55分） | 04:00 - 04:40（40分） | 04:00 - 04:55（55分） | 04:00 - 04:40（40分） | 04:00 - 04:55（55分） |
| 2010.03中旬 | 2010.03下旬 | (放送無し)            | 04:00 - 04:55（55分） | 04:00 - 04:55（55分） | 04:00 - 04:55（55分） | 04:00 - 04:55（55分） | 04:00 - 04:55（55分） |
| 2010.04     | 2011.03     | (放送無し)            | 04:00 - 04:55（55分） | 04:00 - 04:55（55分） | 04:00 - 04:55（55分） | 04:00 - 04:55（55分） | 04:00 - 04:40（40分） |
| 2011.04     | 2014.03     | (放送無し)            | 04:00 - 04:55（55分） | 04:00 - 04:55（55分） | 04:00 - 04:55（55分） | 04:00 - 04:55（55分） | 04:00 - 04:55（55分） |
| 2014.04     | 2014.09     | (放送無し)            | 04:00 - 04:55（55分） | 04:00 - 04:55（55分） | 04:00 - 04:55（55分） | 04:00 - 04:55（55分） | (放送無し)            |

## パーソナリティ

### 番組終了時点
- 火曜日『松井愛のラブ・ミュージック』：松井愛（2012年1月31日 - 2014年9月23日、2014年3月25日までは火・水曜日を担当）
- 水曜日『福本晋悟の音楽道!』：福本晋悟（2012年2月4日 - 2014年9月24日、2013年3月2日までは土曜日、2014年3月26日までは木曜日を担当）
- 木曜日『鈴木健太のアイドル一直線!』：鈴木健太（2010年10月7日 - 2014年9月25日、2013年3月1日までは木・金曜日、2014年3月27日までは金曜日のみ担当）

以上はいずれもMBSアナウンサー
- 金曜日『伊東正治のヴインテージな金曜日』：伊東正治（2013年3月9日 - 2014年9月26日、プロデューサー兼任、元・MBSアナウンサー、2014年3月29日までは土曜日を担当）

### 過去
いずれも2008年度は隔週で全曜日を担当。
- 大吉洋平（2008年10月〜2010年10月2日、降板時点では木〜土曜日を担当）
- 斎藤裕美（2008年10月〜2012年1月28日、2009年4月〜2010年9月は火・水曜日、2010年10月以降は木〜土曜日を担当）